# Zamek Broughton

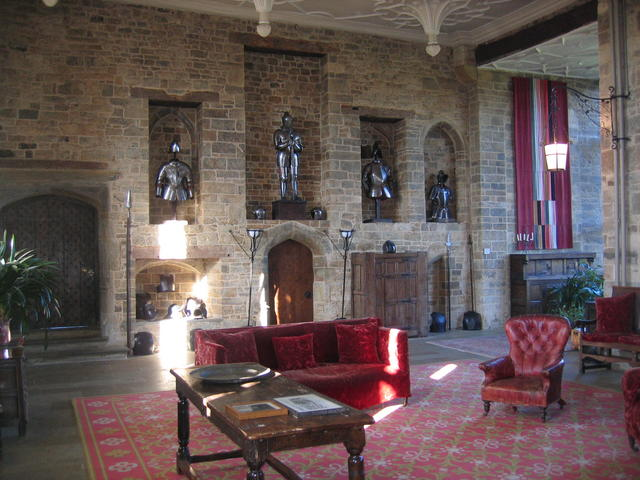
Sala główna (Great Hall)

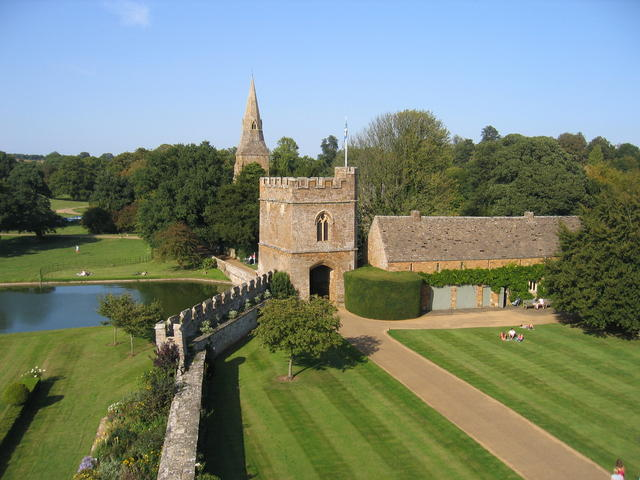
Budynek bramny

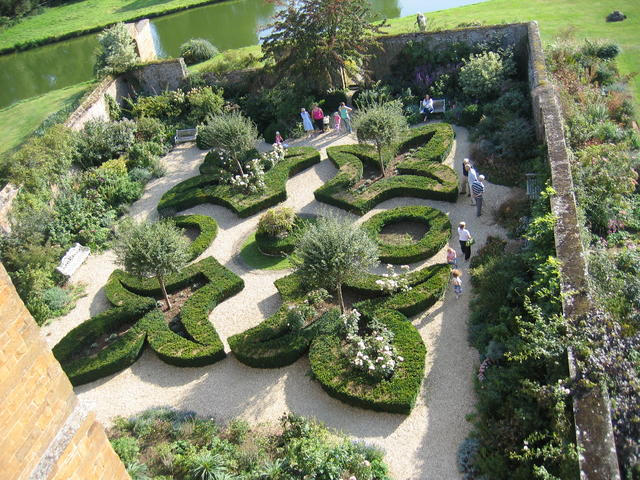
Formalny ogród

Broughton Castle – średniowieczny zamek położony w pobliżu angielskiej miejscowości Broughton, około 3 km na południowy zachód od Banbury, w hrabstwie Oxfordshire przy drodze B4035. Posiadłość jest domem rodu Fiennes, baronów Saye i Sele. Zamek otoczony jest szeroką fosą i rozległym parkiem. Obiekt jest otwarty dla zwiedzających w okresie letnim.

## Historia
Zamek został zbudowany jako posiadłość przez Sir Johna de Broughton w 1300 roku w miejscu zbiegu trzech strumieni tworzących naturalną fosę. W 1377 roku został sprzedany Williamowi z Wykeham, biskupowi Winchesteru, i od tamtej pory pozostaje w tej rodzinie. W 1406 roku oryginalny budynek został zwieńczony blankami przez Sir Thomasa z Wykeham. W 1451 roku przeszedł na drodze dziedziczenia do rodziny Fiennes, baronów Saye and Sele. W 1550 roku Richard Finnes rozpoczął przebudowę średniowiecznego dworu w dom w stylu Tudorów, znacznie go rozbudowując. W zamku kilkakrotnie przebywał z wizytą król Jakub I. 
W XVII w. William Finnes, 1. wicehrabia Saye and Sele, był jednym z czołowych liderów opozycji przeciwko Karolowi I. W latach poprzedzających wojnę domową wykorzystywał on zamek jako miejsce spotkań sympatyków Parlamentu, takich jak John Pym i John Hampden. W 1642 roku 1. wicehrabia zgromadził armię i poprowadził wojska do walki przeciw królowi w nierozstrzygniętej bitwie pod Edgehill. W ciągu kolejnych dni wojska rojalistów obległy zamek, sprawnie pokonując obrońców i zajmując go na pewien czas. Po zakończeniu działań wojennych konieczna była naprawa zniszczeń dokonanych przez działa rojalistów. 1. wicehrabiemu udało się uniknąć podpisania wyroku śmierci na króla Karola I i dzięki temu zdołał naprawić stosunki z koroną po restauracji monarchii w Wielkiej Brytanii.
W XIX w zamek popadł w ruinę, jednak odratował go Frederick Finnes, 16. Lord Saye and Sele, sprowadzając do zamku wiktoriańskiego architekta, Sir George’a Gilberta Scotta. Ogrody zostały przekształcone przez Lady Algernon Gordon-Lennox, edwardiańską bywalczynię salonów, która na przełomie XIX i XX w. wynajmowała Broughton Castle. Gościła tam również Edwarda VII.
Zamek Broughton nadal pozostaje siedzibą rodu Fiennes. Zamieszkiwał go 21. baron z małżonką, a od 2015 roku jego syn z rodziną.

## Literatura
W kwietniu 2009 roku została wydana powieść autorstwa Williama Fiennesa, The Music Room, będąca fabularyzowanym pamiętnikiem lat dzieciństwa spędzonego w (choć nie nazwanym wprost) Broughton Castle z cierpiącym na epilepsję bratem. Powieść została określona jako „piękny poemat złożony w hołdzie jego rodzinie, rodzicom, magicznemu, otoczonemu fosą zamkowi, który był jego domem” (Scotland on Sunday).